# Forteresse de Verrucola
Ne doit pas être confondu avec Forteresse de Verrucole.
La forteresse de Verrucola (en italien : Fortezza della Verrucola), est une fortification d'origine médiévale qui est située dans le hameau de Verrucola, une frazione de la commune de Fivizzano, dans la province de Massa-Carrara en Toscane,.
La forteresse, dont les premières informations documentées remontent au début du XIIe siècle, conserve tous les éléments d'un castrum avec un véritable système de fortifications qui répond à l'organisation militaire et juridique d'une domination féodale. Elle comprend la cour, la chapelle et plusieurs tours.

## Historique
Des structures défensives sont déjà documentées à Verrucola dei Bosi au début du XIIe siècle. En 1104, un acte notarié fut rédigé en caminata domini Bosonis : il s'agirait d'une maison-tour, peut-être liée à un castrum mentionné dans un document de 1148, année où une bulle du pape Innocent III fait référence à l'ecclésiastique S. Margarite de castro Verucula.

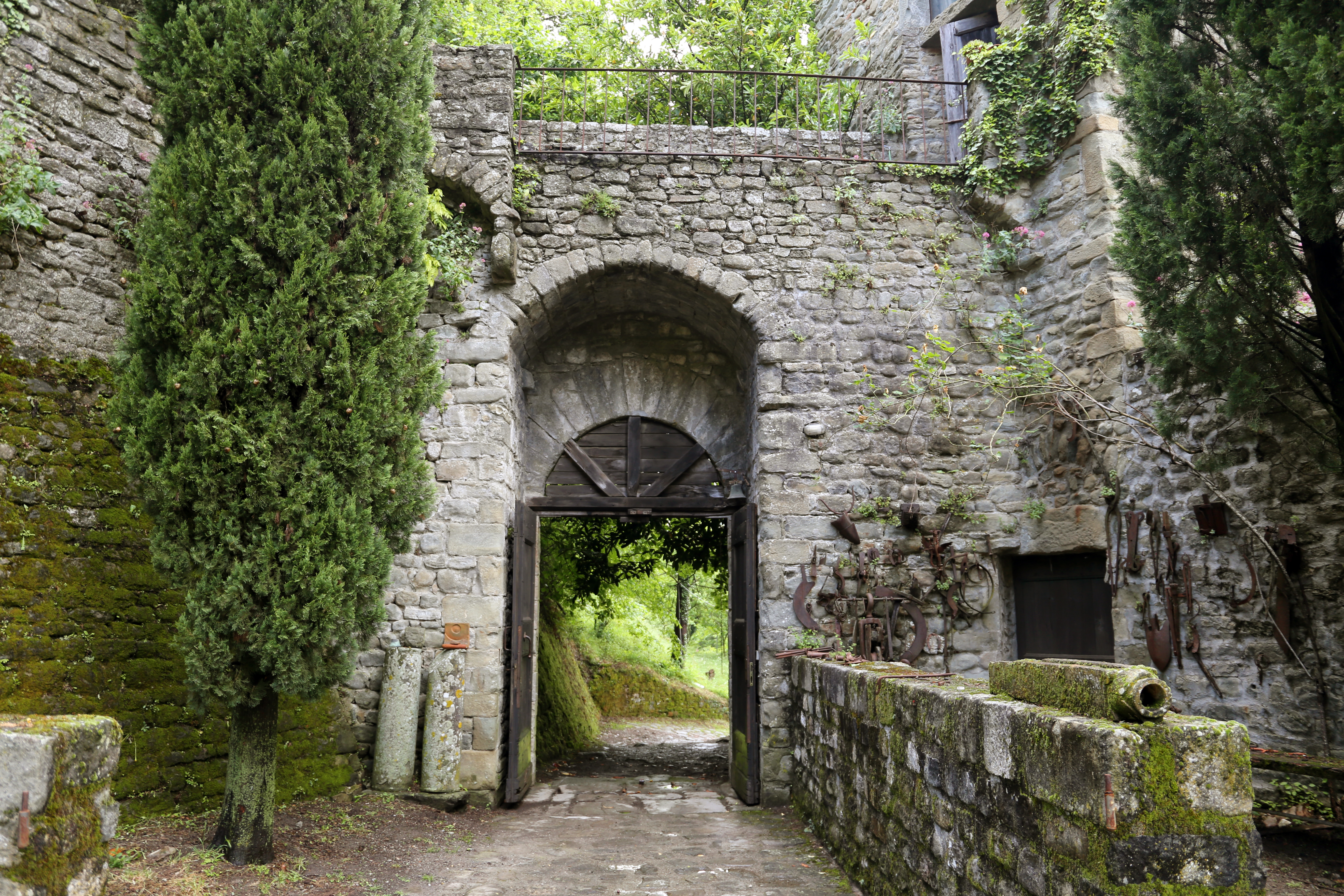
Une des portes du village.

L'importance stratégique due à la présence de routes trans-Apennines a fait qu'aux XIIIe et XIVe siècles, Verrucola a été disputée entre diverses forces. L'ancienne seigneurie des Bosi, des nobles du château d'Aghinolfi, des Lucchesi et des Malaspina se battaient entre eux pour assumer la domination.
En 1277, Cubitosa, veuve du marquis Isnardo Malaspina, perdit sa domination sur Verrucola, qui revint à ses propriétaires légitimes avec son fils Gabrile, père de Spinetta Malaspina (it), qui dut ensuite repartager le fief en 1291 avec les Dallos et les nobles du château d'Aghinolfi. La situation dégénéra bientôt et en 1299 les Dallos devinrent vassaux de Lucques, à qui ils remirent le château, sans toutefois pouvoir conquérir le donjon. Ce n'est qu'en 1312 que Spinetta reprit possession de Verrucola et en 1315 il acheta la partie du fief qui appartenait aux nobles d'Aghinolfi.
Au début du XIVe siècle, Spinetta Malaspina perdit presque tous ses biens et fut exilé à Vérone à la suite de la défaite subie par Castruccio Castracani, dont l'armée envahit la Lunigiana, détruisant le Castello di Agnino (it) et d'autres fortifications mineures. Seule la mort subite de l'ennemi permet à Spinetta de reprendre possession de la Verrucola et d'autres possessions. Il cède par testament la forteresse aux enfants d'Isnardo II Malaspina et à ses petits-enfants. En 1399, les Visconti de Milan descendirent en Lunigiana, conquirent Verrucola, envoyant en exil le marquis Niccolò, le dernier des quatre fils d'Isnardo II, et sa famille. Ce dernier, qui gouvernait le fief depuis 1348, reprit possession de ses terres en 1402 mais en juin 1418, avec sa famille, il fut assassiné dans le château par les assassins des marquis Leonardo et Galeotto de Castel dell'Aquila, leurs proches. Les seuls survivants du massacre sont sa fille Giovanna et son fils Spinetta, qui demandent la protection de la république de Florence.

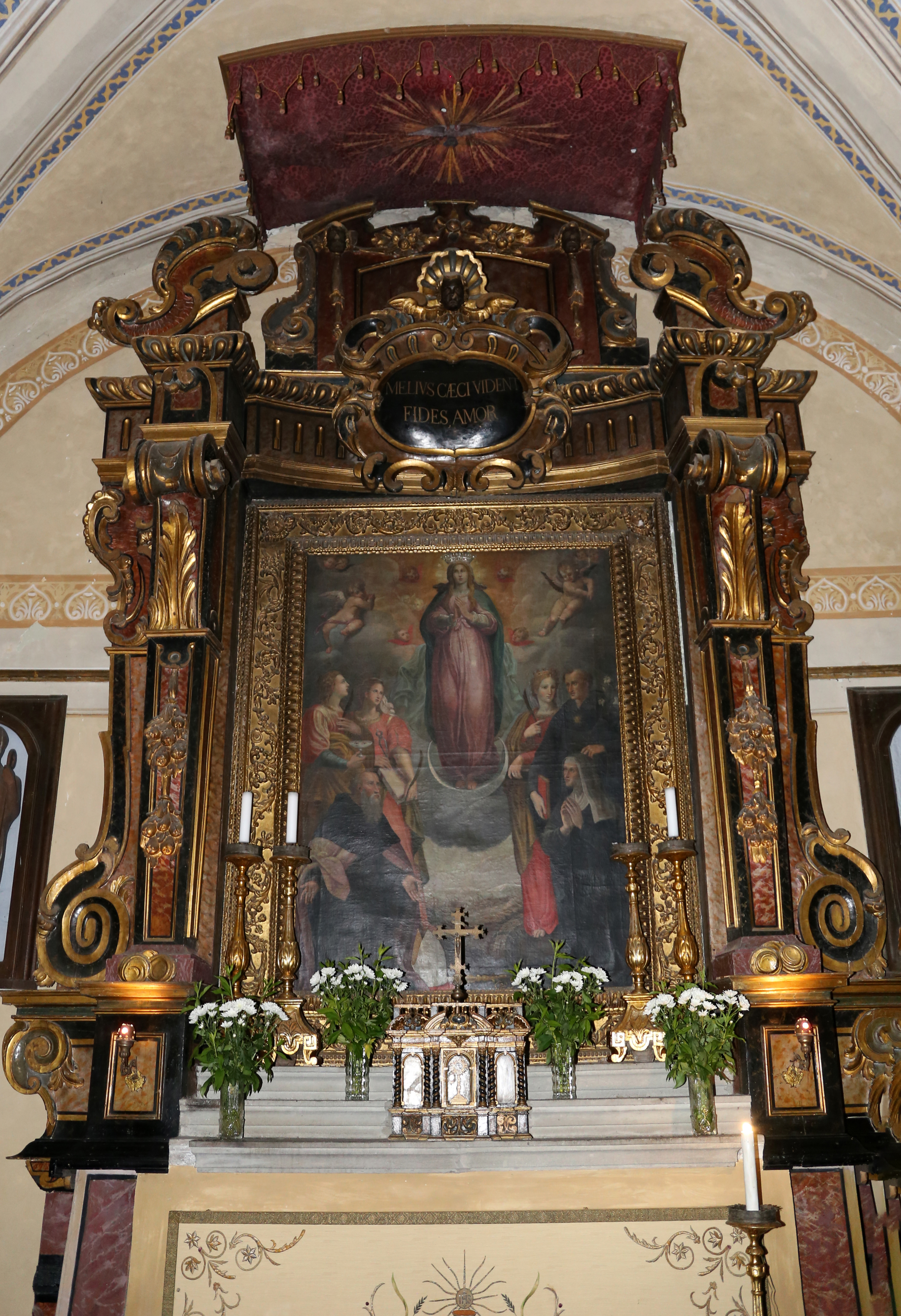
Autel de l'église de Santa Margherita dei Bosi à l'intérieur de la forteresse Verrucola.

Les marquis de L'Aquila reprennent le fief, s'étendant dans l'est de la Lunigiana, mais rencontrent l'opposition de Florence qui le récupère en faveur du survivant Spinetta. Cependant, l'implication guerrière de Verrucola n'était pas encore terminée et le château fut conquis en 1437 par Niccolò Piccinino, au nom du duché de Milan, et de nouveau en 1450 par le marquis Giacomo I Malaspina (it). Avant de mourir en 1478, Spinetta laissa par testament son fief à la République florentine qui y consolida sa domination.
La structure subit de graves dommages en 1481 à la suite d'un tremblement de terre. Partiellement récupérée, elle fut transformée au nom du moine augustin Alessio Casani au XVIe siècle en monastère de religieuses augustiniennes et la chapelle Castrense prit le titre d'église Santa Margherita. En 1977, le château fut récupéré par le sculpteur Pietro Cascella et son épouse Cordelia von den Steinen qui en firent leur demeure.

## Description

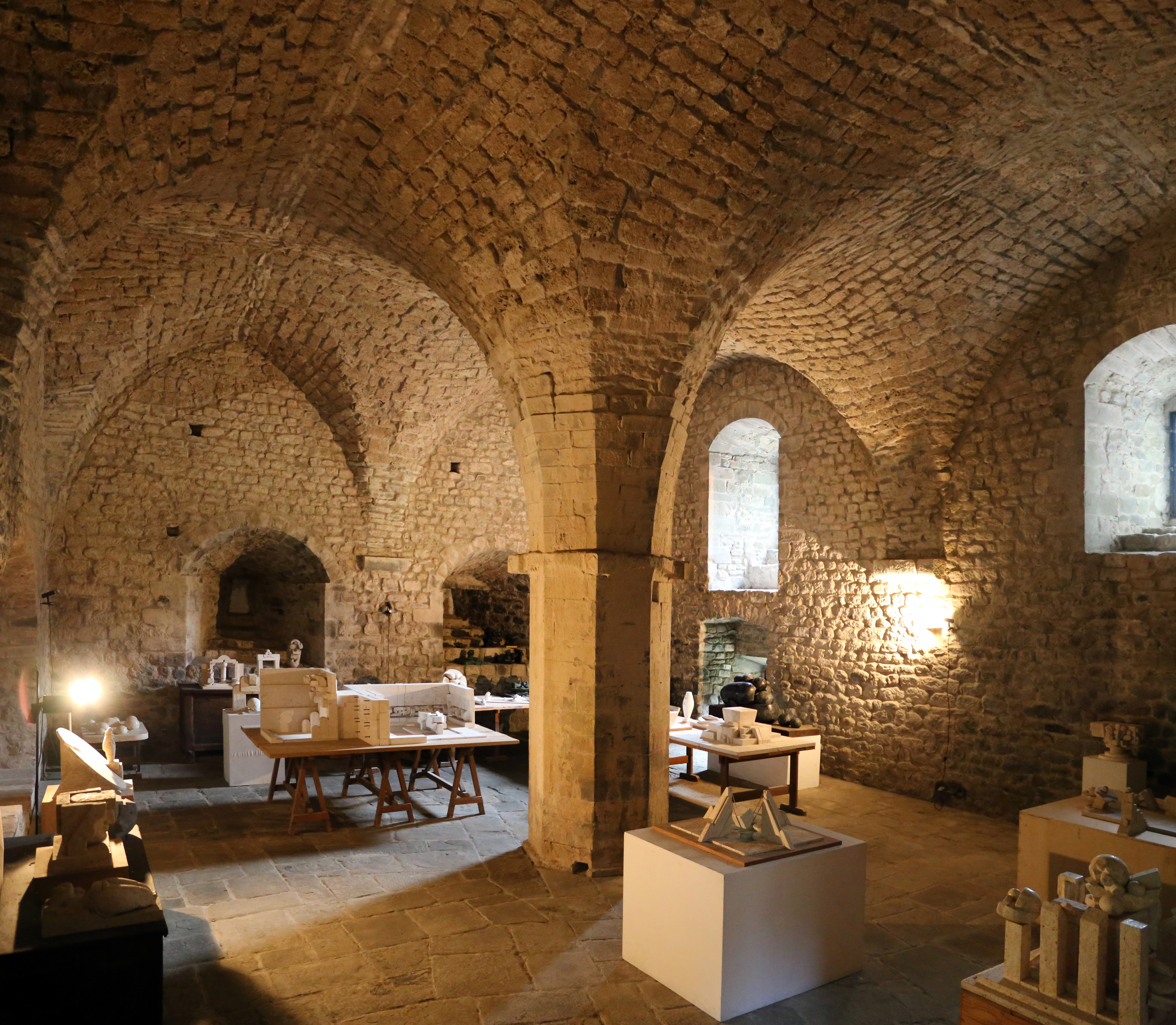
La salle des piliers.

Le plan de la forteresse correspond aux noyaux urbains médiévaux caractéristiques. La multitude de tours, de bâtiments et de palais construits par différents propriétaires ne permet pas d'identifier un seul style architectural. Néanmoins, les caractéristiques médiévales qui subsistent même à l'époque de la Renaissance sont évidentes. La grandeur et le prestige du palais ont fait que les seigneurs féodaux, à la suite de Spinetta, qui ont apporté de puissantes tours de flanc au complexe et complété les murailles de la ville, n'ont pas modifié sa structure.
Dans la partie supérieure de la colline se dresse un petit bâtiment de plan rectangulaire, peut-être la maison-tour de la famille Bosi ou le donjon que les Lucchesi ne purent conquérir en 1300. A l'intérieur du village se dresse un grand palais quadrangulaire divisé en trois niveaux superposés, résidence probable de Spinetta : détruit par Castruccio en 1319, reconstruit après 1328, il est mentionné dans le testament du marquis. Sa salle du rez-de-chaussée, appelée armurerie, est majestueuse, couverte par une structure voûtée pesant en partie sur le mur d'enceinte et en partie sur un seul pilier central de plan octogonal.
Une grande tour rectangulaire d'architecture du XIVe siècle se dresse du côté est pour défendre le village. Sur le périmètre de l'ensemble du complexe se trouvent des chemins de ronde : la plus extérieure, du XVe siècle, ferme le village qui est accessible de l'extérieur par deux portes. La plus intérieure entoure la maison-tour et le palais de Spinetta, situés au sommet de la colline. La porte principale de la forteresse au nord est flanquée d'une tour quadrangulaire.

## Galerie

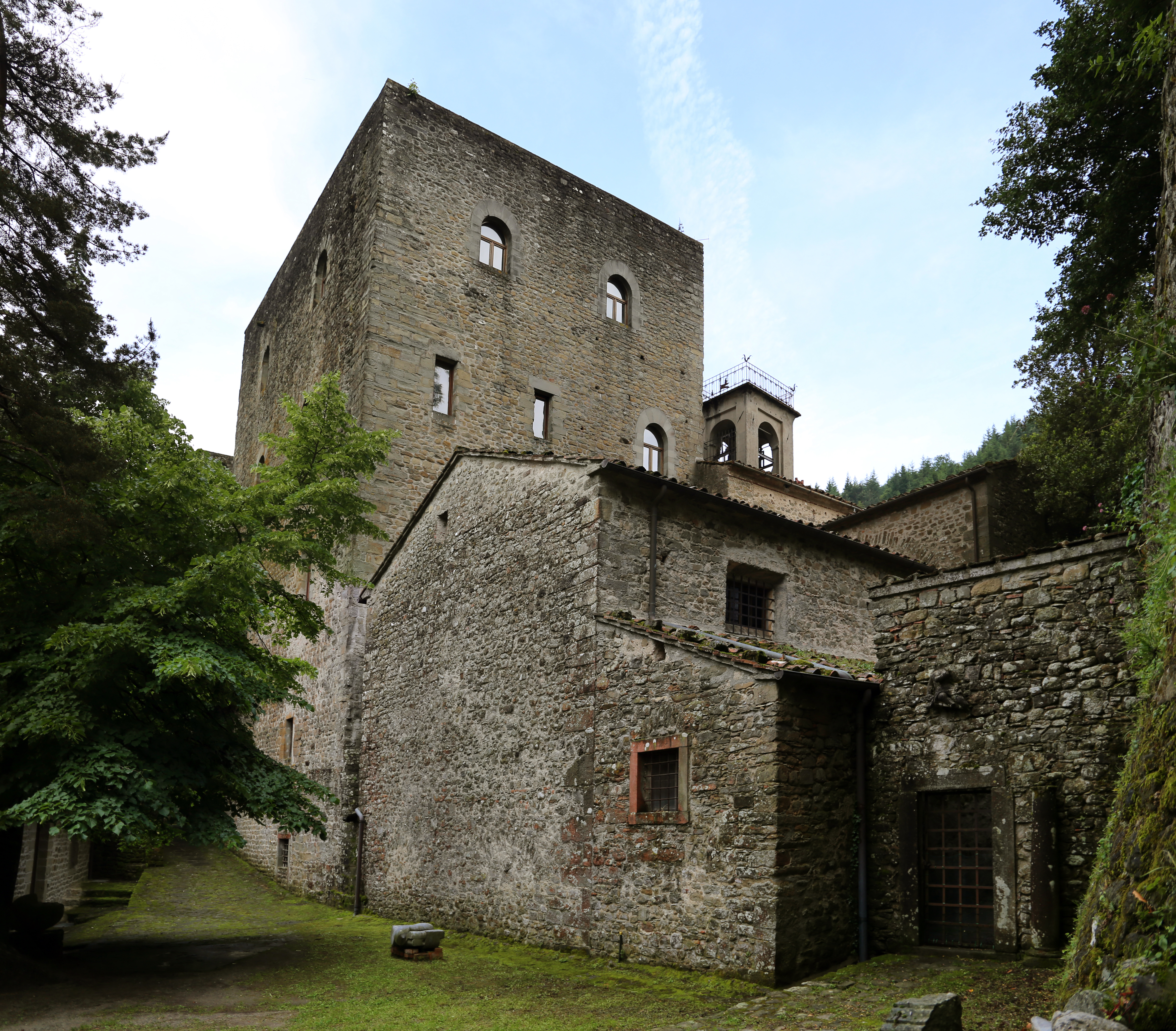
La maison-tour.
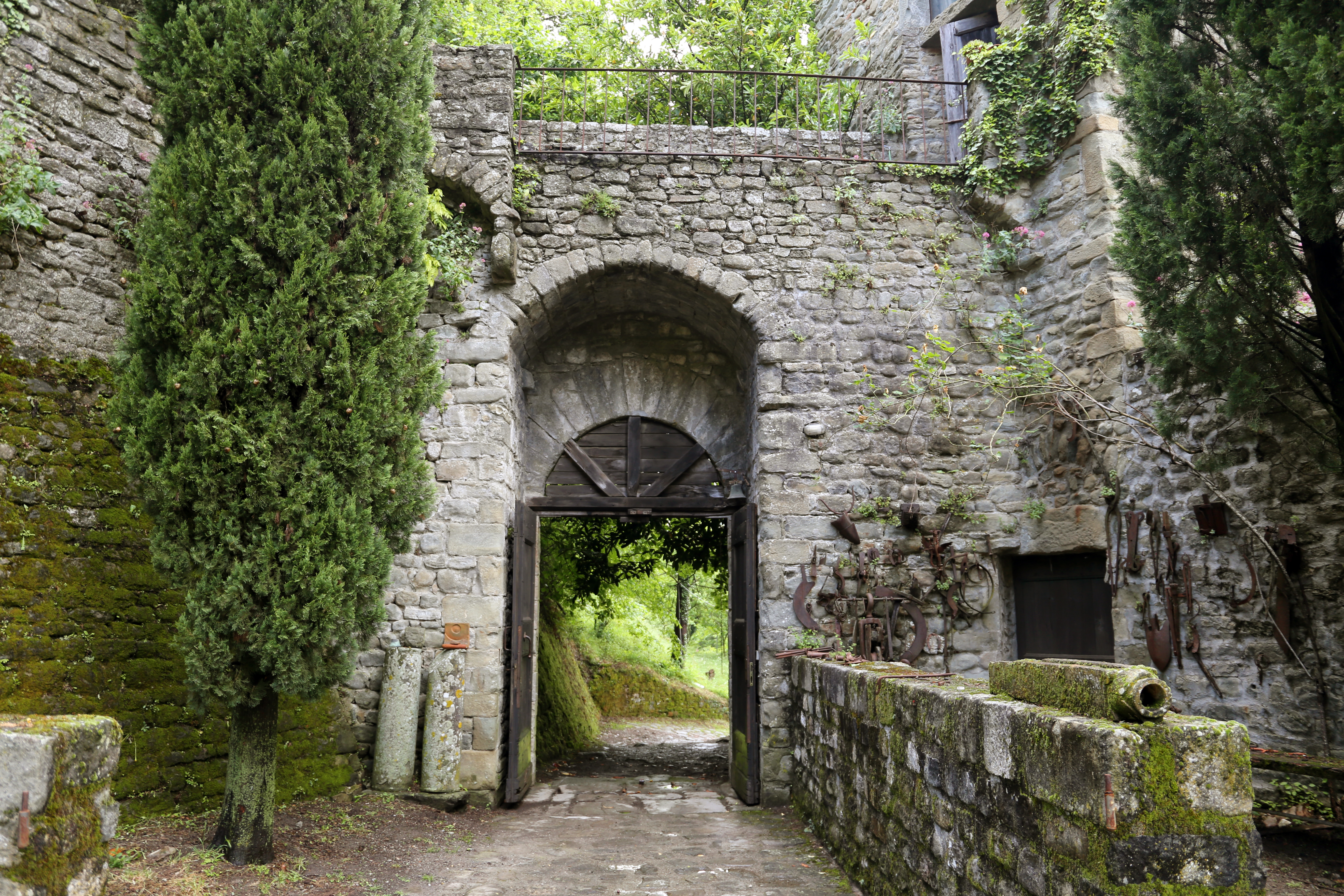
Une entrée de la courtine.